# BeOne Medicines
BeOne Medicines (ehemals BeiGene) ist ein Biotechnologieunternehmen im Bereich Onkologie. Es ist sowohl an der NASDAQ (Symbol: „ONC“) als auch an der HKEX (Hongkong) und der SSE (Shanghai) gelistet. BeOne Medicines konzentriert sich auf die Entwicklung von Medikamenten mit Fokus auf die Krebsbehandlung. Das Unternehmen machte 2024 einen Umsatz von 3,8 Mrd. USD und beschäftigt über 11.000 Mitarbeiter auf fünf Kontinenten.
Der Rechtssitz befindet sich in Basel, Schweiz.
Ende 2024 hatte das Unternehmen bekannt gegeben, einen Namenswechsel zu BeOne Medicines Ltd. durchzuführen. Das Börsenkürzel des Unternehmens an der Nasdaq wurde zu „ONC“ geändert. Der neue Name ist – laut Eigendarstellung – Teil eines umfassenderen strategischen Wachstumsplans. Die Umfirmierung erfolgte im Juli 2025.

## Geschichte
BeOne Medicines wurde 2010 von Xiaodong Wang, einem chinesisch-amerikanischen Wissenschaftler und John V. Oyler, einem amerikanischen Unternehmer in Beijing unter dem Namen BeiGene gegründet. Bis Juli 2011 hatten sie mehr als 60 chinesische Wissenschaftler eingestellt, darunter 20, die in den USA ausgebildet worden waren. Die Gründer stellten einen Teil des Startkapitals zur Verfügung und erhielten auch eine frühe Unterstützung durch das amerikanische Pharmaunternehmen Merck & Co. Das Unternehmen richtete Büros im Zhongguancun Life Science Park in der Nähe des National Institute of Biological Sciences in Peking ein, wo Wang als Direktor tätig war.
Im Februar 2016 führte BeiGene (heute BeOne Medicines) seinen ersten Börsengang (IPO) mit 6,6 Millionen Aktien zu einem Preis von 24 US-Dollar an der Nasdaq-Börse unter dem Tickersymbol BGNE durch.
Im Juli 2017 ging das Unternehmen eine Partnerschaft mit Celgene – inzwischen von Bristol-Myers Squibb gekauft – ein, um die Entwicklung und Kommerzialisierung des Krebsmedikaments BGB-A317, einem Checkpointinhibitor, auch bekannt als Tislelizumab, fortzusetzen.  Das Unternehmen erwarb außerdem die Geschäfte von Celgene in China sowie die Rechte zur Kommerzialisierung von Abraxane, Revlimid und Vidaza, den damals zugelassenen Medikamenten von Celgene in China.
Ende 2019 erwarb Amgen 20,5 % von BeOne Medicines (ehemals BeiGene) im Rahmen eines Deals im Wert von 2,7 Milliarden US-Dollar. Im Gegenzug erwarb BeiGene die Rechte für die Vermarktung von drei Amgen-Arzneimitteln, Xgeva, Kyprolis und Blincyto, sowie von 20 weiteren in der Entwicklung befindlichen Medikamenten und investierte 1,25 Milliarden US-Dollar in deren Forschung.
Ursprünglich hatte das Unternehmen Celgene als internationalen Partner für Tislelizumab gewonnen. Diese Allianz wurde jedoch Mitte 2019 infolge der Übernahme Celgenes durch Bristol-Myers Squibb (BMS) aufgekündigt. BMS hat sich in der Immunonkologie bereits mit seinem PD-1-Rezeptor-Hemmer Nivolumab (Opdivo) etabliert. Im Januar 2021 gaben daher BeiGene und Novartis eine Kooperations- und Lizenzvereinbarung zur Entwicklung und Vermarktung von Tislelizumab in Europa, Japan, Kanada, den Vereinigten Staaten und weiteren Ländern bekannt.
Im Juli 2024 eröffnete das Unternehmen einen neuen Forschungs- und Produktionsstandort am Princeton West Innovation Campus in Hopewell, New Jersey.
Im Juli 2025 schloss das Unternehmen seine Redomizilierung von den Cayman Islands in die Schweiz ab und änderte seinen Namen offiziell in BeOne Medicines. Mit dem neuen Namen und Hauptsitz in der Schweiz unterstreicht das Unternehmen seine Verwurzelung in einem führenden biopharmazeutischen Zentrum. Gleichzeitig wurde das Börsenkürzel an der NASDAQ von „BGNE“ auf „ONC“ geändert. Auch Tochtergesellschaften in Europa, wie in Deutschland und Österreich, firmieren seither unter dem neuen Namen. BeOne betont, dass die Neuausrichtung über eine bloße Namensänderung hinausgehe und die zunehmende globale Bedeutung des Unternehmens in der Onkologieforschung und -versorgung widerspiegele.

## Strategische Ausrichtung
BeOne Medicines versteht sich – laut Eigendarstellung – als globales Onkologie-Unternehmen mit dem Anspruch, innovative Krebsmedikamente effizient, bezahlbar und weltweit zur Verfügung zu stellen. Ein Großteil der Studien wird in-house realisiert, ohne auf externe Auftragsforschungsinstitute zurückzugreifen. Durch die interne Umsetzung von Studien könne nach Unternehmensinformationen bis zu 30 % an Entwicklungskosten gespart und die Entwicklung neuer Medikamente beschleunigt werden. BeOne Medicines habe auf diese Weise über 140 Studien initiieren können, an denen mehr als 20.000 Patienten aus über 45 Ländern teilnahmen. 35 % aller globalen klinischen Studien inkludierten europäische Teilnehmer (Stand 2024). In mehr als 20 europäischen Ländern setzt BeiGene klinische Studien um.

## Produkte
- Zanubrutinib (Brukinsa) ist ein Bruton-Tyrosinkinase Inhibitor (BTKi) aus der Gruppe der Tyrosinkinase-Inhibitoren, der zur Behandlung erwachsener Patienten mit chronischer lymphatischer Leukämie (CLL),  Morbus Waldenström (MW), Marginalzonenlymphom (MZL) und follikulärem Lymphom (FL) eingesetzt wird. Zulassungen bestehen in der EU (2021),[20] in den USA (2021)[21] und in weiteren Ländern (z. B. Australien, Brasilien, China, Kanada).[22]

- Tislelizumab (Tevimbra) ist ein humanisierter monoklonaler IgG4-Anti-PD-1-Antikörper zur Behandlung verschiedener Krebserkrankungen (z. B. nicht-kleinzelliger Lungenkrebs (NSCLC), klassisches Hodgkin-Lymphom (cHL), Urothelkarzinom (UC), hepatozelluläres Karzinom, Plattenepithelkarzinom des Ösophagus (OSCC), Adenokarzinom des Magens oder des gastroösophagealen Übergangs (GC/GEJC), kleinzelliges Lungenkarzinom (SCLC) und Nasopharynxkarzinom (NPC)). Zu den verschiedenen Anwendungsgebieten bestehen Zulassungen u. a. in der EU,[23] Schweiz,[24] USA[25] und China.[26]

## Pipeline
Stand 2025 hat BeOne Medicines mehr als 30 Wirkstoffkandidaten in der klinischen Entwicklung. Neben der Erforschung von Zanubrutinib in weiteren hämato-/onkologischen Indikationen befinden sich Soncrotoclax, Pamiparib, Ociperlimab und der BTK-targeted CDAC (chimeric degradation activation compound) BGB16673 sowie zahlreiche andere Substanzen in der klinischen Forschung.

## Kooperationen
BeOne Medicines kooperiert mit Amgen, Bristol-Myers Squibb, Novartis, Seagen, ImmunityBio u. v. a. mehr. Für die Tislelizumab-Vereinbarung mit Novartis wurde eine Vorauszahlung von 650 Mio. USD plus Lizenzgebühren und Meilensteinzahlungen vereinbart. Ende 2023 hat BeOne Medicines global die Rechte zur Entwicklung, Herstellung und Vermarktung von Tislelizumab von Novartis zurückerlangt.